# Sansa, Pyrénées-Orientales
Sansa là một xã trong tỉnh Pyrénées-Orientales, vùng Occitanie phía nam nước Pháp. Xã Sansa, Pyrénées-Orientales nằm ở khu vực có độ cao trung bình 1400 mét trên mực nước biển.